# Veľká Lesná
Veľká Lesná este o comună slovacă, aflată în districtul Stará Ľubovňa din regiunea Prešov. Localitatea se află la altitudinea de 605 m deasupra n.m., se întinde pe o suprafață de 24,25 km2 și în 2017 număra 481 de locuitori.

## Istoric
Localitatea Veľká Lesná este atestată documentar din 1278.

## Demografie
| An:                | 1994 | 2004    | 2014   | 2024   |
| ------------------ | ---- | ------- | ------ | ------ |
| Număr de persoane: | 414  | 494     | 478    | 498    |
| Diferență:         |      | +19,32% | −3,23% | +4,18% |

| An:                | 2023 | 2024   |
| ------------------ | ---- | ------ |
| Număr de persoane: | 493  | 498    |
| Diferență:         |      | +1,01% |